# Raf Raf

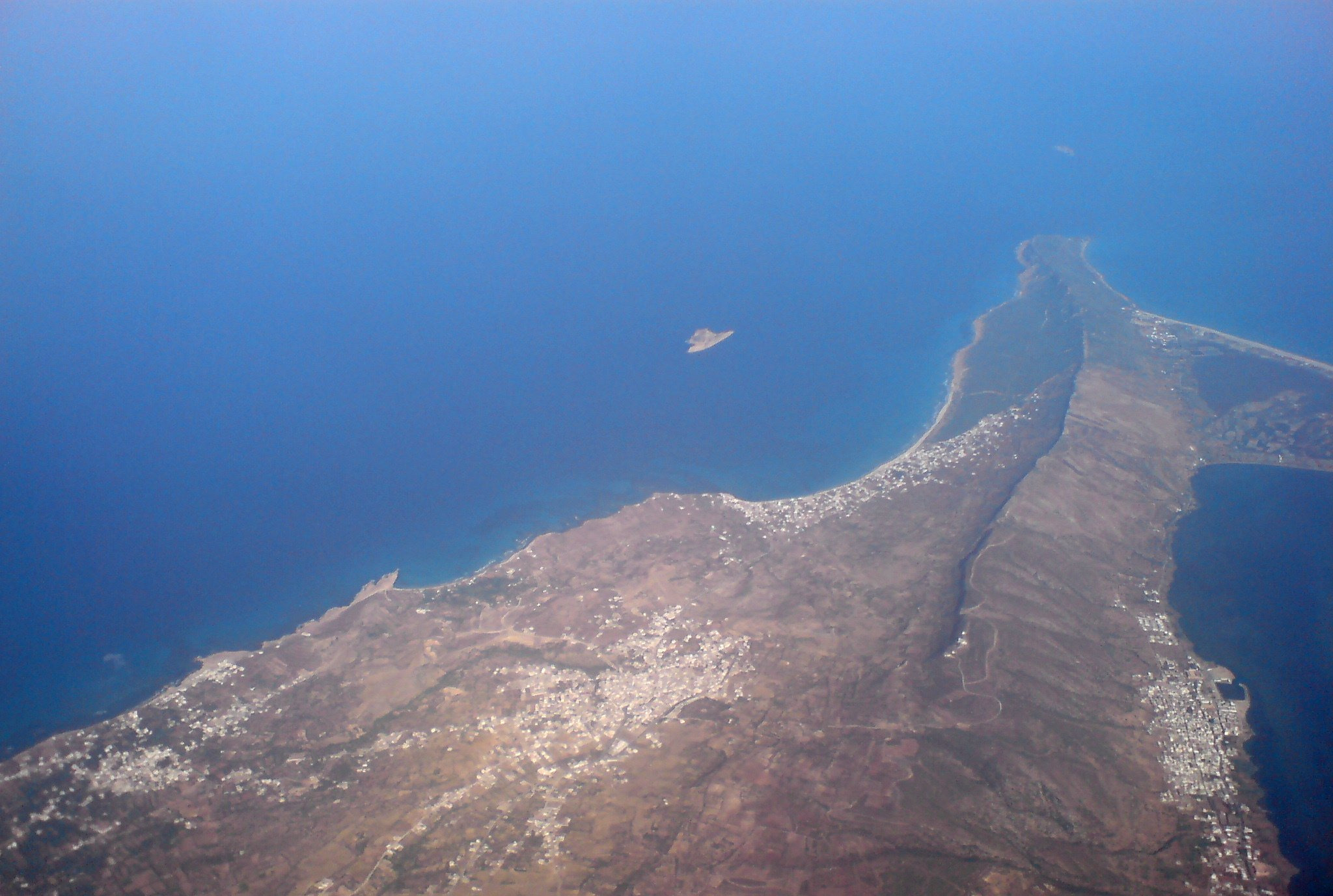
Luftbild

Raf Raf, arabisch رفراف, DMG Rafrāf, ist eine Stadt im Nordosten Tunesiens mit 9839 Einwohnern (2004).

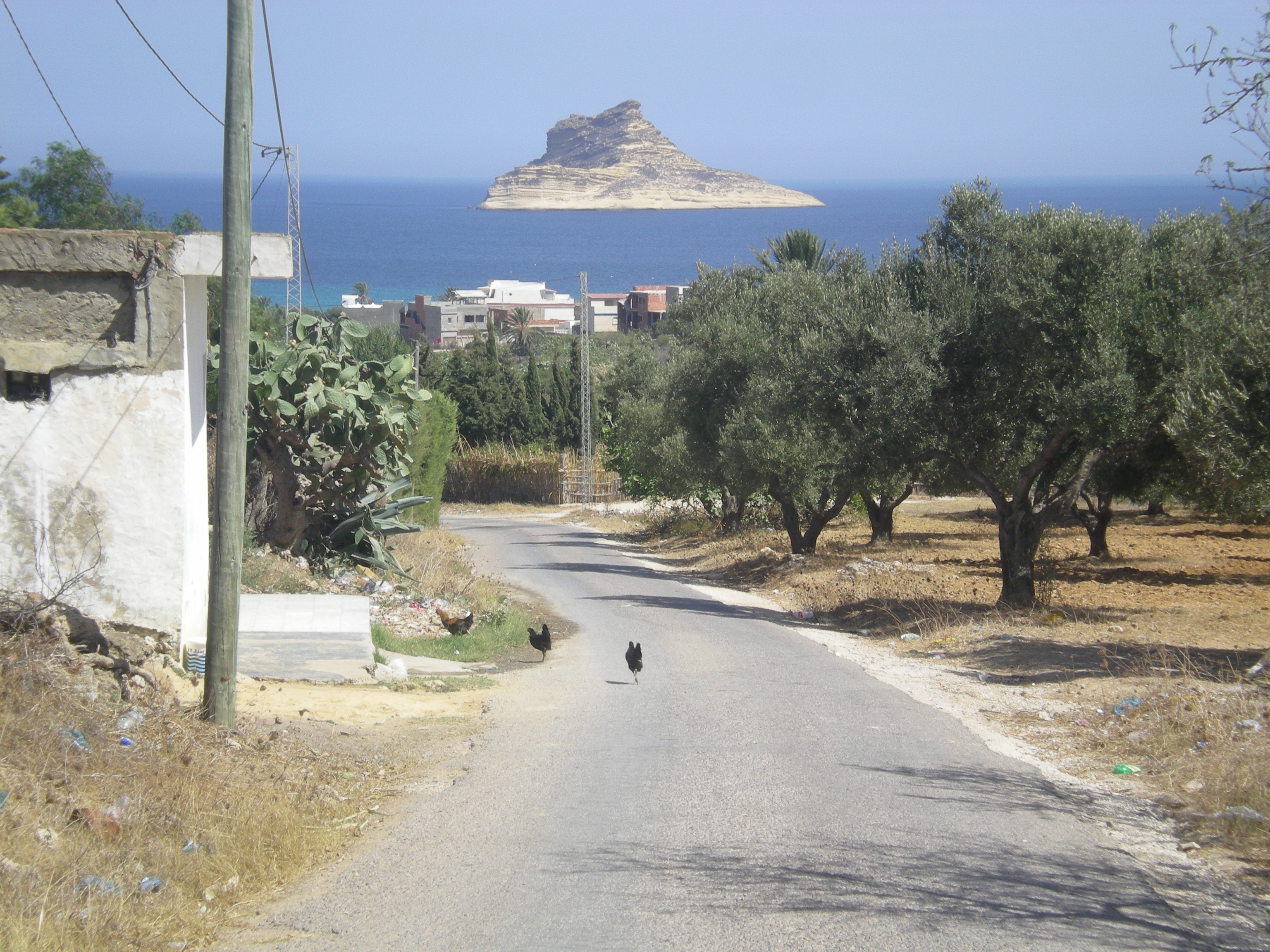
Raf Raf Plage und Insel Pilau

Die Stadt gehört zur Délégation von Ras Jebel im Gouvernement Bizerte. Sie liegt etwa 42 Kilometer östlich Bizerte, 7 km östlich Ras Jebel und 60 Kilometer nördlich der Landeshauptstadt Tunis und teilt sich in zwei Ortslagen: Der Hauptort liegt nördlich eines in West-Ost-Richtung verlaufenden Höhenzuges, der zum Djebel Nadhour verläuft, dem Kap Farina, das die nördliche Begrenzung des Golfs von Tunis darstellt. Gegenüber der der Küste 2 km vorgelagerten Insel Pilau beginnt einen Kilometer östlich eine Touristensiedlung, Raf Raf Plage oder El Hmari, mit einem langen Sandstrand. Außer als Erholungsort, hauptsächlich von Tunesiern besucht, ist der Ort für seine Muskatellertrauben bekannt.